# Kinderstern

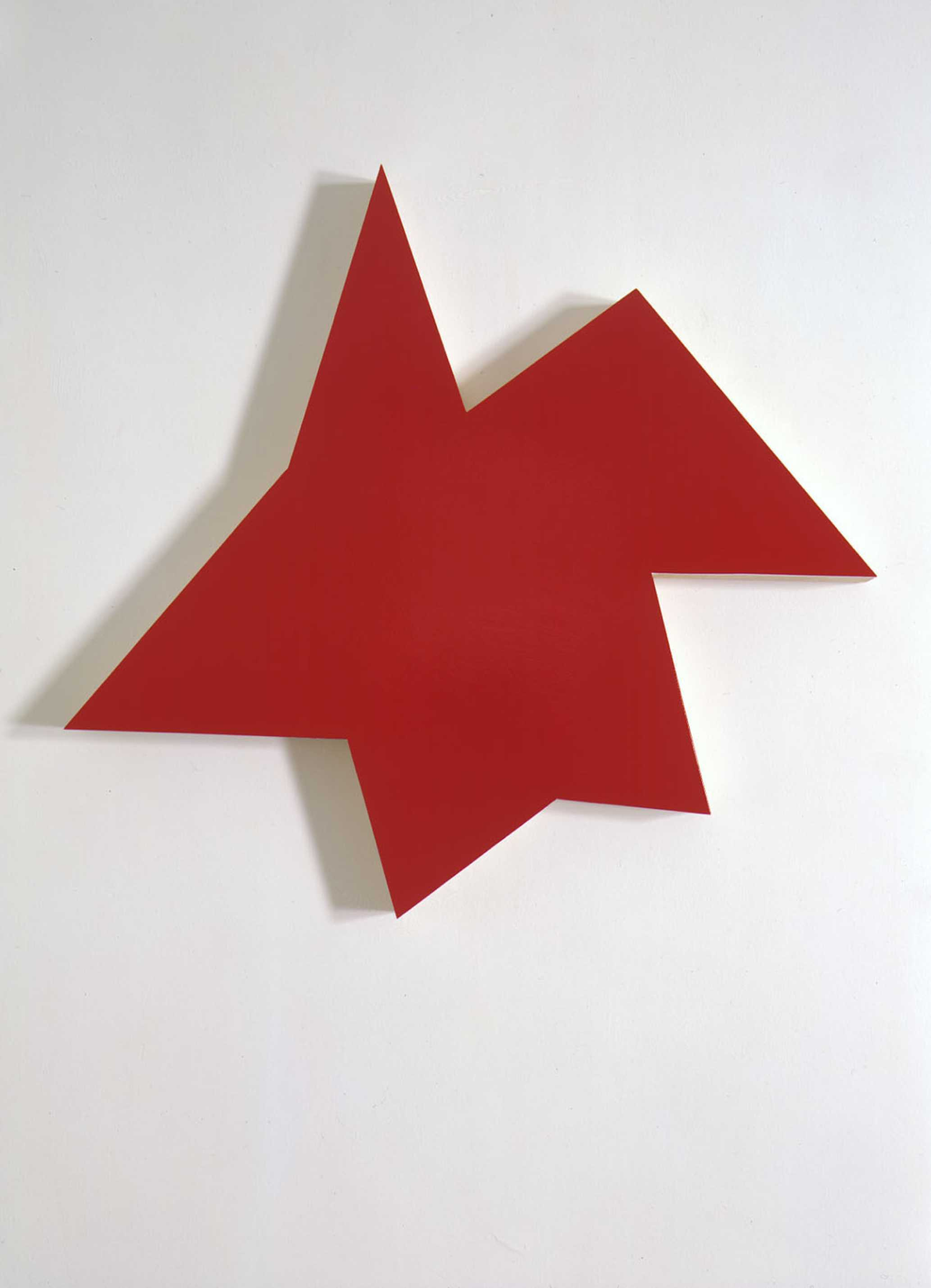
Kinderstern - logo

Kinderstern (ang: Star for Children) – grafika niemieckiej artystki Imi Knoebel stworzona w 1988 roku, i jednocześnie organizacja non-profit działająca na rzecz ochrony praw dzieci z siedzibą w Düsseldorfie. Pozyskane finanse z produktów i eventów sygnowanych tą grafiką są w całości przekazywane dla dzieci znajdujących się w potrzebie. 
Kinderstern dotychczas zebrało datki w wysokości dwóch milionów euro i jest jedynym na świecie znakiem, dzięki którego sygnowaniu zbierane są pieniądze, które w 100% przekazywane są dzieciom w potrzebie. Kindersten otrzymuje szerokie wsparcie od artystów, muzyków, aktorów, ale także od muzeów (np. Deutsche Guggenheim w Berlinie, czy Sammlung Grässlin w St. Georgen im Schwarzwald) i galerii sztuki.

## Motyw przewodni
Kinderstern jest znakiem działalności związanej z przestrzeganiem i obroną praw dziecka. 

## Idea

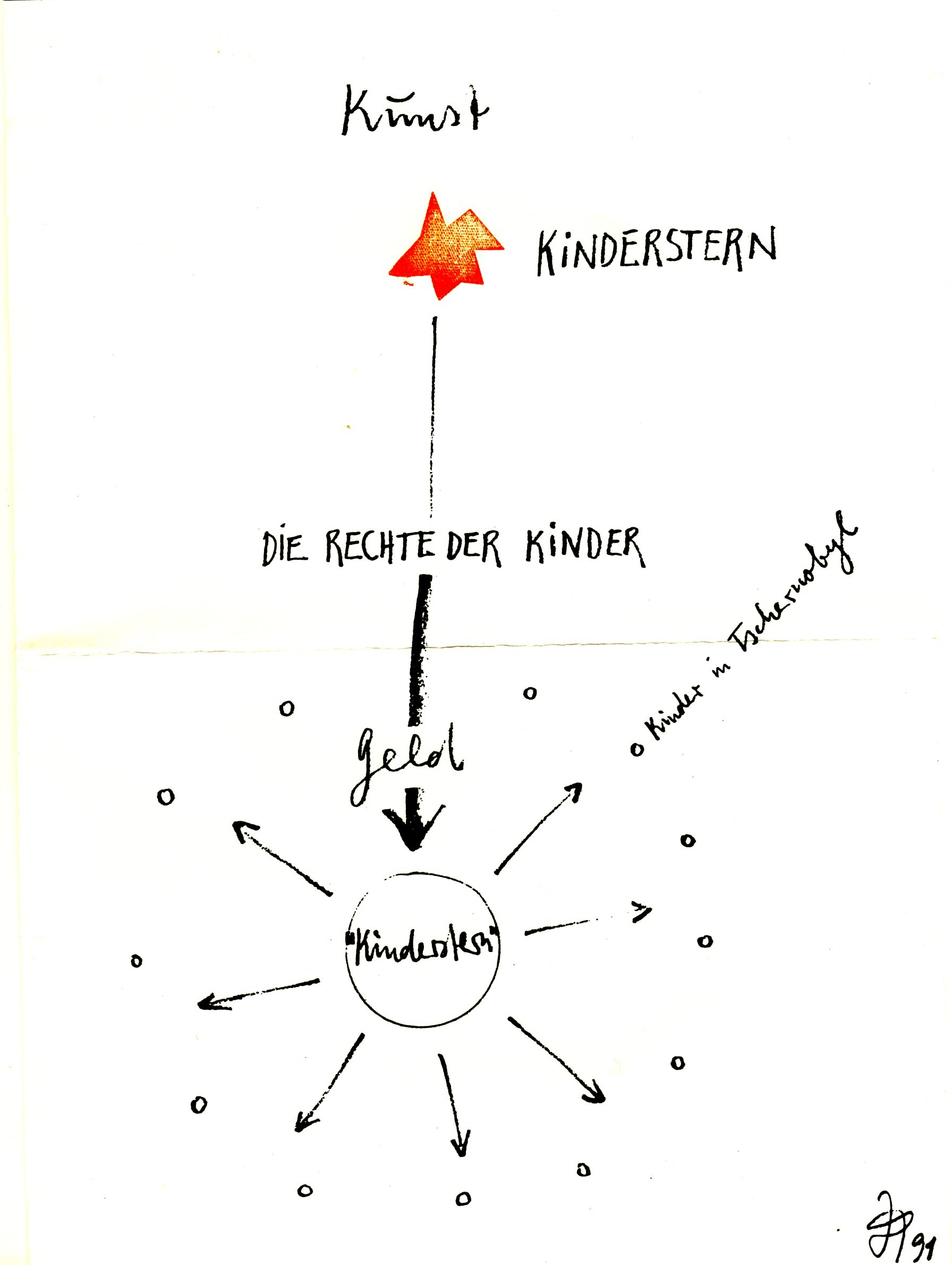
Grafika Johannesa Stuettgena przedstawiająca ideę Kinderstern

Kinderstern jest swego rodzaju "rzeźbą społeczną" (czyli rzeczywistością z szeroko pojmowanej sztuki); pojęcie to sformułował w 1967 roku niemiecki artysta i teoretyk sztuki, Joseph Beuys, którego zdaniem sztuka powinna także zmieniać społeczeństwo. Kinderstern stoi na straży praw dziecka i godności wszystkich dzieci, a także jest znakiem walki o prawidłowe relacje rodziców do dzieci, o ich opiekę medyczną i możliwość edukacji. 

## Historia
W 1988 roku Kinderstern została wydrukowana po raz pierwszy w barwie czerwonej przy użyciu techniki sitodruku. Wydruk ten był, obok wyduków z wizerunkami Sola LeWitta, Jörga Immendorffa, Sigmara Polke, Maxa Billa, Heinza Macka i Keitha Haringa częścią portfolio stworzonego pod patronatem Lothara Spätha, premiera niemieckiego kraju związkowego Badenia-Wirtembergia. Wtedy też po raz pierwszy na określenie wspomnianych wyżej portfolio oficjalnie zastosowano nazwę Kinderstern. Wpływy finansowe uzyskane z tego przedsięwzięcia zostały przeznaczone na sfinansowanie miejsc noclegowych dla rodziców dzieci znajdujących się w klinikach pediatrycznych. 
Intencja, która przyświecała Imi Knoebels podczas projektowania znaku Kinderstern, nie została do końca zrealizowana w tym projekcie. Jego zamiarem była kontynuacja projektu i jego rozwój. Kinderstern powoli kroczyła ku temu, by stać się organizacją działającą na rzecz dobra dzieci. W tym samym (1988) roku Kinderstern została oficjalnie zarejestrowana jako organizacja non-profit. Postanowiono, że w zakres jej obowiązków będzie wchodziło znajdowanie zrealizowanych już projektów innych organizacji non-profit służących pomocą potrzebującym dzieciom. Imi Knoebel, jako artysta i inicjator nie będący jednocześnie członkiem tejże organizacji, zobowiązał się do kontynuowania tworzenia dla niej kolejnych gwiazd Kinderstern. 

## Wystawy Kinderstern
- 1991: Art Cologne
- 1993: Art Frankfurt
- 2010: Art Cologne
- 2010: art forum berlin
- 2011: Pure Freude Düsseldorf
- 2012: Herberholz Frankfurt

## Sponsorzy i współpracownicy Kinderstern
- Grace P. Kelly Foundation[5]

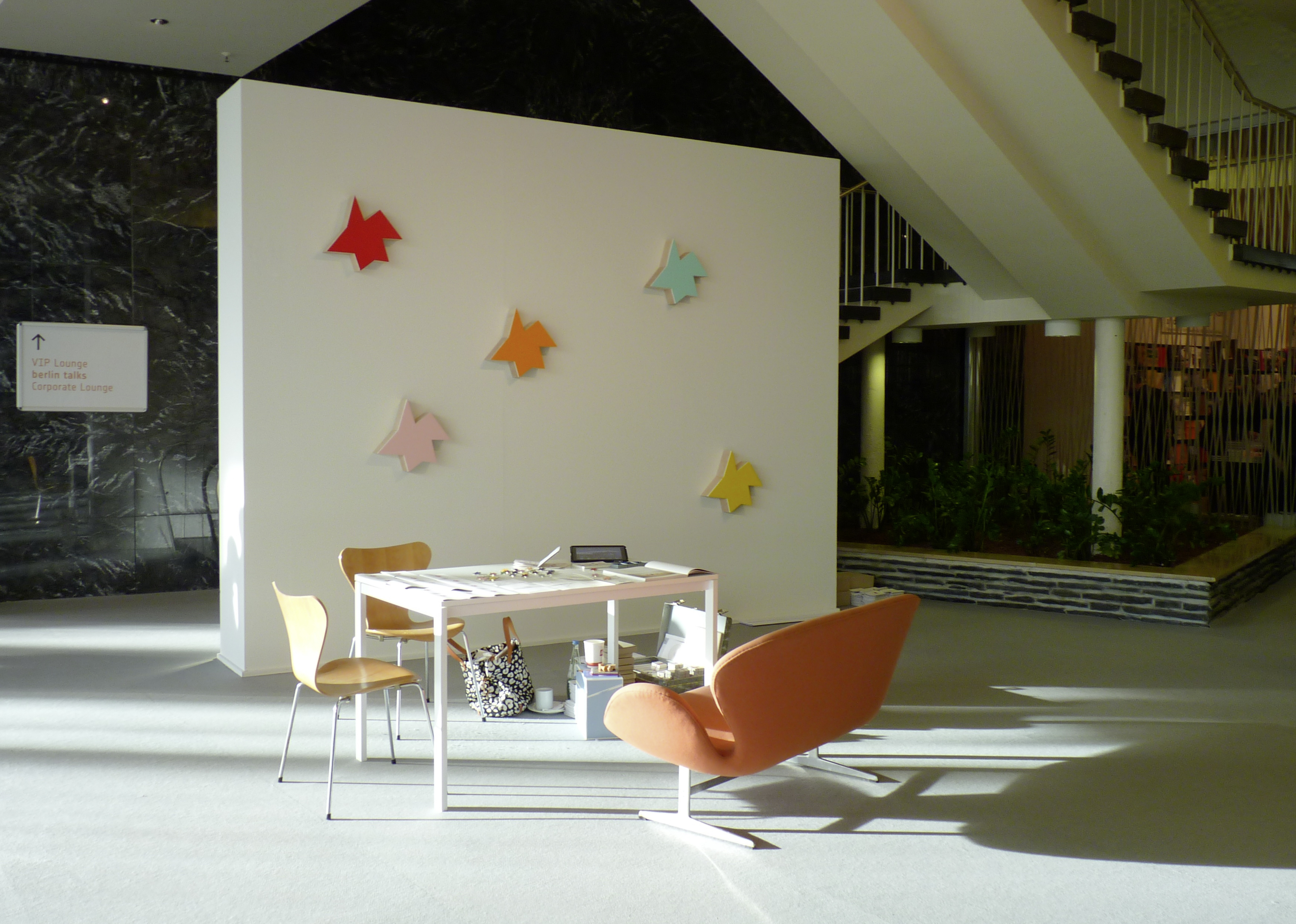
Stanowisko Kinderstern podczas "art forum berlin" w 2010 roku

- Association for the Fight against Mucoviscidosis
- Union Tschernobyl, Aid for Tschernobyl victims in the Ukraine
- Fanconi Anemia Project“, Heinrich Heine University Düsseldorf
- Aid for Bulgaria
- Christian Campaign Man and Environment for the Pediatric Clinic Nr. 14 Ochmatdet, Kiew[6]
- Medical child protection day ward at the Protestant Hospital in Düsseldorf
- Arco Iris Foundation for Street Kids in La Paz/Bolivia
- The children´s Right Foundation. World in Union e. V. Düsseldorf
- Order of the Poor Brothers in Düsseldorf, accommodating homeless children
- Children's Planet Heidelberg/Germany
- Phönikks, a Foundation for psycho social help, Hamburg/Germany
- Peacevillage Oberhausen/Germany, aid for children in war zones
- Children´s village Baan Gerda for HIV orphans in Nong Muang/ Thailand
- German Economic Foundation for Humanitarian Help/WHH
- From the Hearts to the Hearts – cardiac operations for child victims of Agent Orange in Vietnam
- SonKy Orphanage in Saigon/Vietnam financing the buying of a new house for orphans
- Refugee Home Düsseldorf, language training and social aid for child refugees
- Ullaaitivu Children's Aid, Sri Lanka
- Bunte Schule Dortmund, Waldorf edukacja w społecznym hotspot Dortmund.
- IJS, projekty integracyjne dla dzieci-uchodźców.
- Carolinenhof Essen, jazda terapeutyczna dla dzieci o specjalnych potrzebach.
- Świat w Union Düsseldorf, projekty antropozoficzne dla dzieci.